# Liste der Naturschutzgebiete in der Stadt Chemnitz
In der Stadt Chemnitz gibt es vier Naturschutzgebiete.
| Name des Gebietes         | Bild           | Kennung | WDPA      | Landkreis / Stadt                 | Beschreibung / Bemerkungen | Standort | Fläche in Hektar | Datum der Verordnung |
| ------------------------- | -------------- | ------- | --------- | --------------------------------- | -------------------------- | -------- | ---------------- | -------------------- |
| Am nördlichen Zeisigwald  | weitere Bilder | C 100   | 555560772 | Chemnitz                          |                            | Position | 36               | 2013                 |
| Am Schusterstein          | weitere Bilder | C 54    | 162183    | Landkreis Mittelsachsen, Chemnitz |                            | Position | 13,32            | 1990                 |
| Um den Eibsee             | weitere Bilder | C 89    | 319236    | Chemnitz                          |                            | Position | 39               | 2001                 |
| Chemnitzaue bei Draisdorf | weitere Bilder | C 103   | 555595847 | Chemnitz                          |                            | Position | 83,8             | 2015                 |